# Чэнь Цимэй
Чэнь Цимэй (кит. трад. 陳其美, упр. 陈其美, пиньинь Chén Qíměi; 17 января 1878 — 18 мая 1916) — китайский революционер, республиканец и националист, один из основателей Гоминьдана. Сподвижник Сунь Ятсена и Чан Кайши. Активный участник Синьхайской революции и Войны в защиту республики, организатор и командир революционных вооружённых сил. Считается одним из создателей Китайской Республики.

## Республиканец-подпольщик
Родился в семье небогатого торговца. После смерти отца в 13 лет вынужден был оставить школу, работал в ломбарде. В молодости занимался мелким предпринимательством. С юности отличался политической активностью, придерживался республиканских и националистических взглядов.
В 1906 Чэнь Цимэй выехал в Японию на учёбу в Полицейской академии. Находясь в Токио, вступил в контакт с Сунь Ятсеном, стал членом революционного республиканско-националистического союза Тунмэнхой. Тесно сошёлся с Чан Кайши, для которого сделался политическим авторитетом и привёл в Тунмэнхой.
В 1908 вернулся в Китай. Создавал организации Тунмэнхой в Шанхае и других китайских городах. Установил контакты с Зелёной бандой, примкнул к этой криминальной структуре. Формировал боевые группы с участием криминальных боевиков.

## Радикальный революционер
В 1911 Чэнь Цимэй принял активное участие в Синьхайской революции. Вместе с Чан Кайши командовал революционными отрядами в Шанхае и Ханчжоу. В начале ноября Чэнь Цимэй, опираясь на поддержку «Зелёной банды», установил контроль над Шанхаем. Принял звание военного коменданта Шанхая. В этот период Чэнь Цимэй рассматривался как «правая рука Сунь Ятсена».
Сложил полномочия в июле 1912 из-за тактических разногласий с Сунь Ятсеном (в частности, Сунь Ятсен был недоволен чрезвычайно тесными связями Чэнь Цимэя с «Зелёной бандой»). В декабре Чэнь Цимэй во главе своих формирований участвовал во взятии революционерами Нанкина.
20 декабря 1911 Нанкинская конференция республиканцев при участии Чэнь Цимэя избрала Сунь Ятсена временным президентом. 12 февраля отрёкся от престола император Пу И, поручив формирование республиканского правительства генералу Юань Шикаю. 14 февраля Сунь Ятсен был вынужден подать в отставку в пользу Юань Шикая.
Чэнь Цимэй принадлежал к радикальному крылу революционеров, не признавших власть Юань Шикая. 25 августа 1912, при учреждении Гоминьдана, он вошёл в руководство партии. Являлся одним из пяти лидеров Второй революции в 1913. Пытался закрепиться в Шанхае, но вынужден был отступить перед превосходящими силами правительственных войск и вновь эмигрировать в Японию. Туда же перебрались Сунь Ятсен и Чан Кайши. Вместе с ними Чэнь Цимэй принял участие в создании Китайской революционной партии.

## Гибель за республику
11 декабря 1915 в Пекине было провозглашено восстановление Китайской империи, на следующий день императорский трон занял Юань Шикай. Однако империя просуществовала лишь 83 дня, после чего Юань Шикай вновь занял пост президента.
Несколько раньше Чэнь Цимэй нелегально вернулся в Китай для участия в Войне в защиту республики. Он принял полномочия командующего Революционных вооружённых сил юго-востока и попытался организовать антиправительственное восстание в Шанхае.
18 мая 1916 Чэнь Цимэй был убит на территории французской концессии в Шанхае — предположительно, агентом Чжан Цзунчана по поручению Юань Шикая. Год спустя, после смерти Юань Шикая, 12 мая 1917 состоялись торжественно-траурная церемония с участием Сунь Ятсена.

## Память и оценки
В современном Китае Чэнь Цимэй считается революционным героем, борцом за республику и прогресс. Поскольку в период его деятельности Компартия Китая ещё не существовала и между националистами и коммунистами не было конфликта, отношение к Чэнь Цимэю в КНР в целом позитивно. В Хучжоу установлен памятник Чэнь Цимэю. При правлении Чан Кайши в 1938 именем Чэнь Цимэя был назван университет в Шанхае. В 1949, при образовании КНР, университет был разделён и включён в состав Фуданьского и Чжэцзянского.
На Тайване Чэнь Цимэй чествуется как один из основателей Китайской Республики. Племянники Чэнь Цимэя — Чэнь Лифу и Чэнь Гофу — являлись видными деятелями Гоминьдана.
Чэнь Цимэй характеризуется как революционный романтик. При этом подчёркивается, что в его деятельности были «светлая и тёмная сторона». Под «тёмной стороной» обычно подразумевается близость Чэня к криминальному миру, активное использование уголовников в революционной борьбе.